# Kasteel Nemerlaer
Kasteel Nemerlaer is een 14e-eeuws kasteel, gelegen in Haaren, in de Nederlandse provincie Noord-Brabant. 
Het kasteel is vernoemd naar het riviertje de Amer (later Nemer) en Laer (open plek in het bos). Het wordt voor het eerst genoemd in 1303, als woning van ridder Geerlinck van den Bossche. Kasteel Nemerlaer werd in 1718 gerestaureerd en gedeeltelijk verbouwd. In 1751 overleed hier de baron Isaac Cronström, deze was tussen 1744-47 generaal der infanterie over de Nederlanden.
In 1852 werd het kasteel eigendom van jonkheer Donat Théodore Alberic van den Bogaerde van Terbrugge (1829-1895). In 1880 volgde een verbouwing van het kasteel met een uitbreiding aan de achterzijde met serres en een middenpaviljoen. De rest van het gebouw werd van een beklamping voorzien.
 In een berucht geworden testament bepaalde de jonkheer wegens onmin met zijn familie dat het huis bijna 70 jaar onbewoond moest blijven, dit lot trof ook kasteel Heeswijk.
Toen deze termijn was verstreken kocht stichting Het Brabants Landschap in januari 1964 het landgoed. Het vervallen kasteel kreeg men er voor één gulden bij.

Aanvankelijk wilde Het Brabants Landschap het kasteel laten vervallen tot 'vogeltjesruïne'. Op initiatief van de echtgenote van de toenmalige voorzitter van Brabants Landschap werd op 16 februari 1967 de Stichting Kasteel Nemerlaer opgericht met als doel de wederopbouw en het behoud van het kasteel. Medeoprichter Anton van Oirschot (journalist, historicus, Brabant- en kastelenkenner) trok met zijn gezin in het vervallen gebouw en knapte het helemaal op. Hij besteedde hier onder andere een erfenis aan.
In 1969 ontstond brand op een zolderverdieping waarna het kasteel grotendeels uitbrandde. Hierna werd het stukje bij beetje weer gerestaureerd door de inzet van vrijwilligers, en Van Oirschot en zijn vrouw, de kinderboekenschrijfster Carole Vos (pseudoniem voor Truusje van Oirschot-Sparla). Velen droegen door giften aan de restauratie bij.
Het kasteel wordt nog steeds bewoond. Daarnaast vinden er culturele en publieke activiteiten plaats, zoals exposities en concerten. 
Na het overlijden van Anton van Oirschot in 2004, bewaakt Carole Vos de doelstelling van Stichting Kasteel Nemerlaer (kunst, cultuur en educatie) en daarmee Kasteel Nemerlaer.

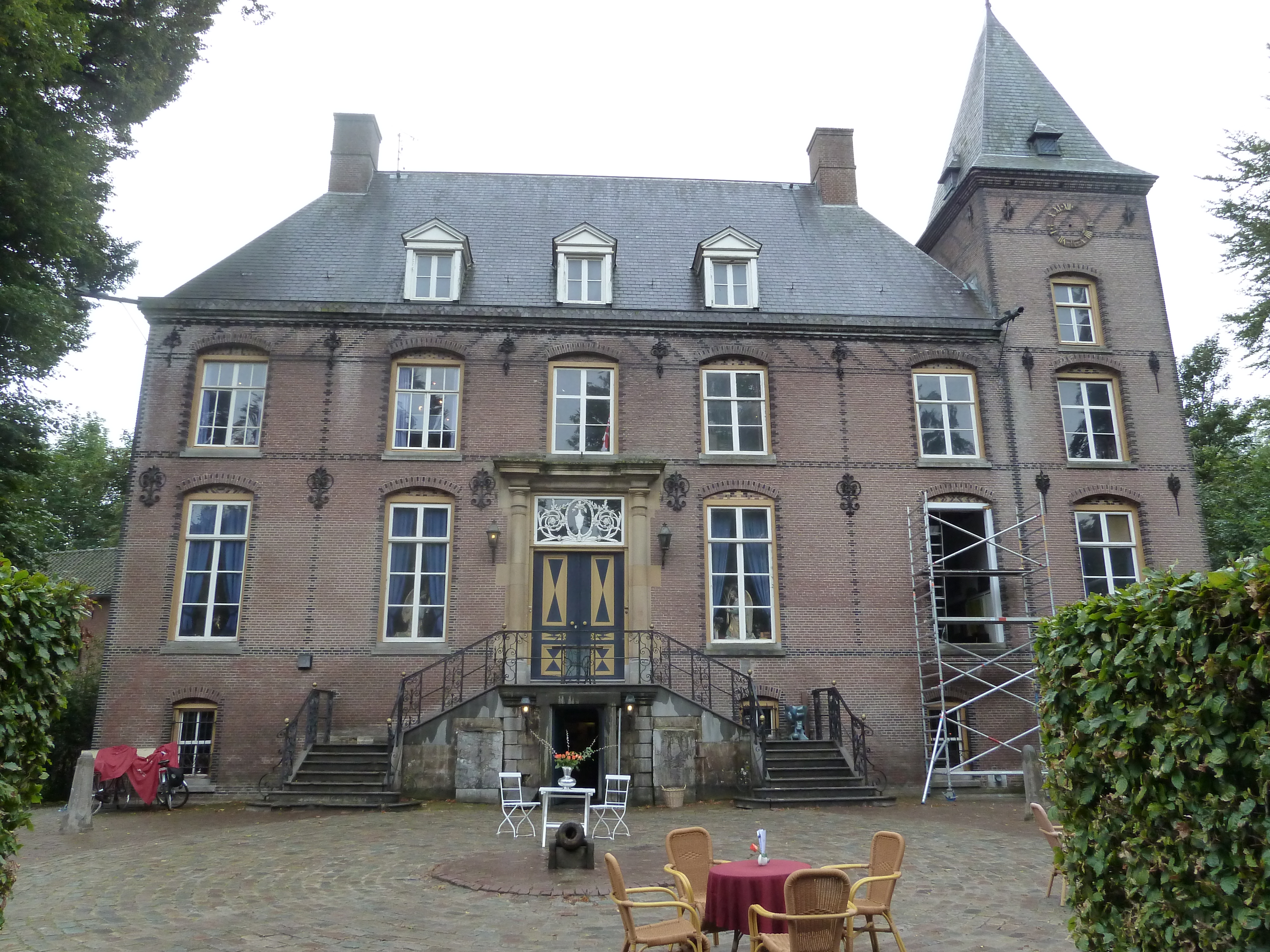
Voorzijde
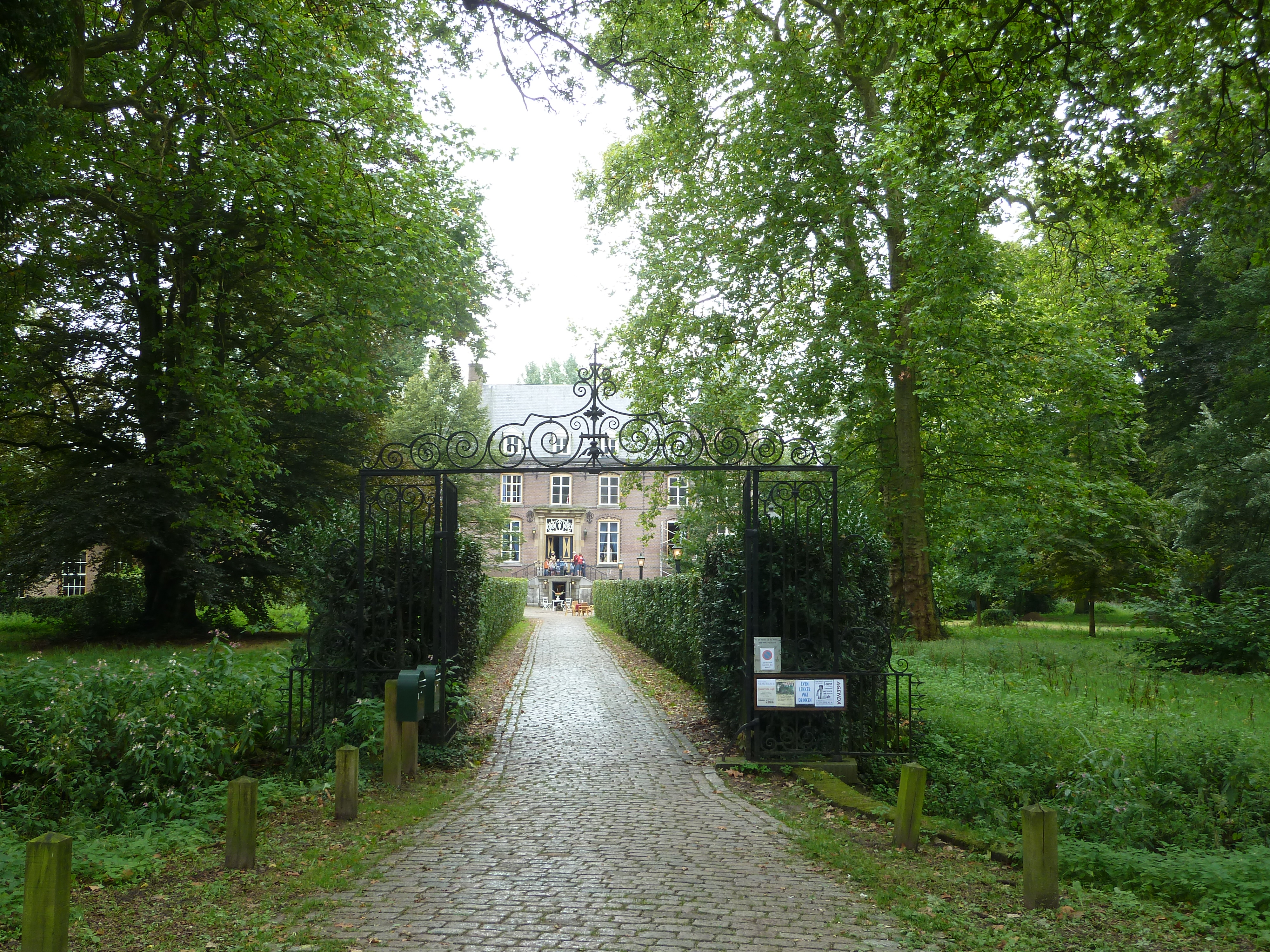
Toegangshek
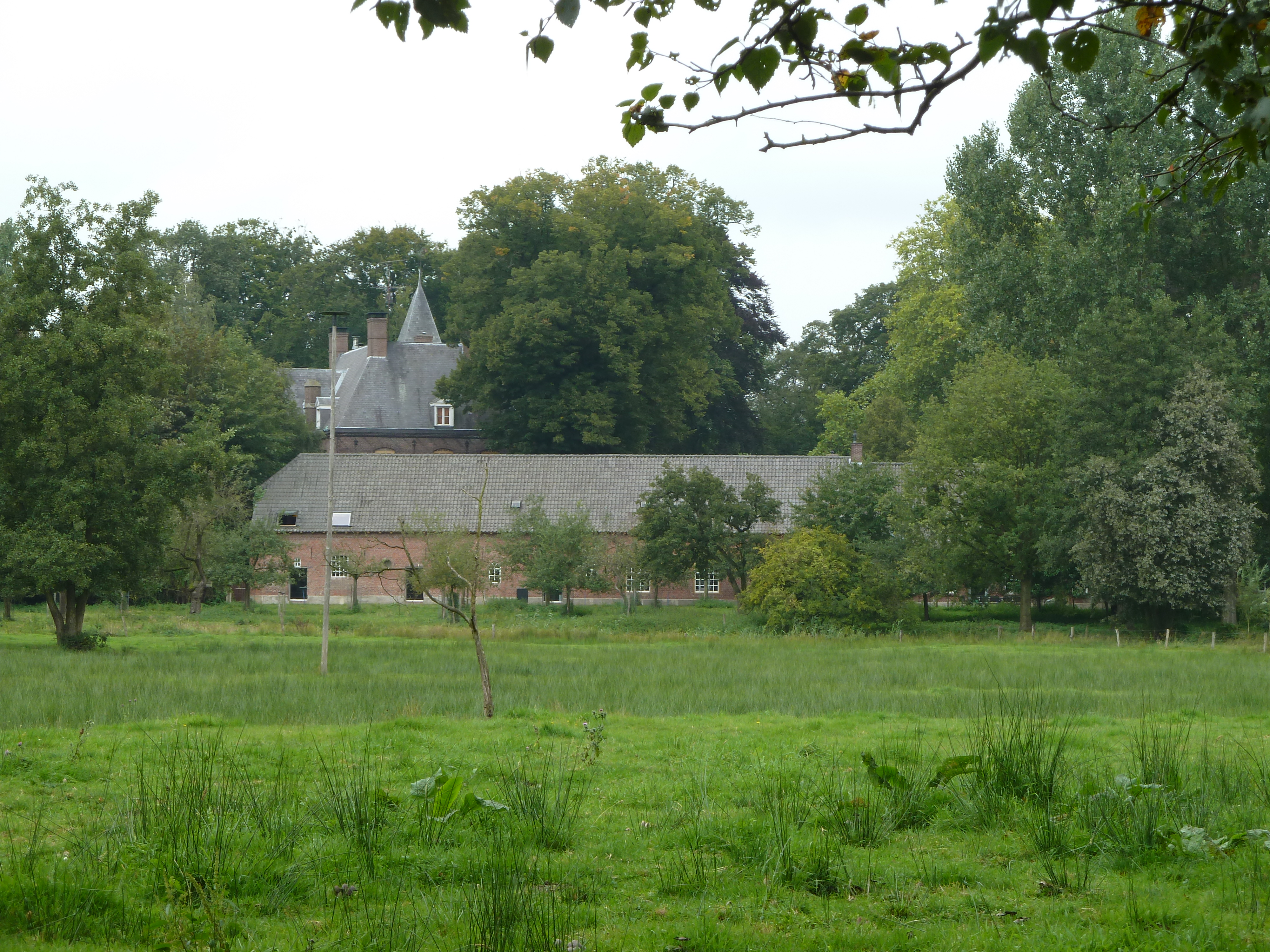
Vergezicht op het kasteel

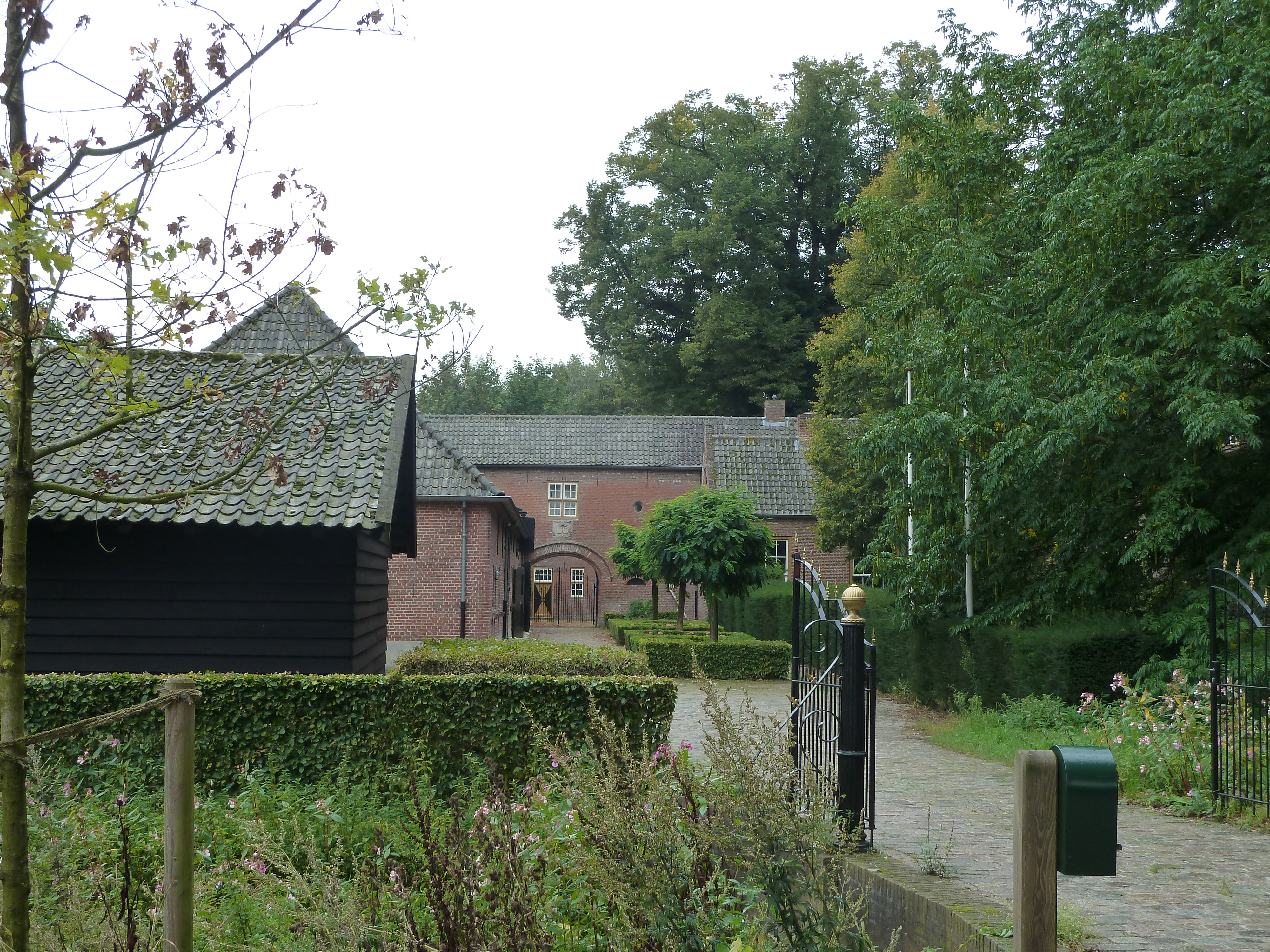
Straatzijde